# Valdelafuente
Valdelafuente est une localité du municipio (municipalité ou canton) de Valdefresno, dans la province de León, communauté autonome de Castille-et-León, dans le Nord de l'Espagne.
C'est une halte sur le Camino francés du Pèlerinage de Saint-Jacques-de-Compostelle.

## Culture et patrimoine

### Pèlerinage de Compostelle
Sur le Camino francés du Pèlerinage de Saint-Jacques-de-Compostelle, on vient de la localité de Arcahueja dans le municipio de Valdefresno.
La prochaine étape est la ville de León, par l'Alto del Portillo (880 mètres d'altitude).

## Sources et références
- (es) Cet article est partiellement ou en totalité issu de l’article de Wikipédia en espagnol intitulé « Valdelafuente » (voir la liste des auteurs).
- Grégoire, J.-Y. & Laborde-Balen, L. , « Le Chemin de Saint-Jacques en Espagne - De Saint-Jean-Pied-de-Port à Compostelle - Guide pratique du pèlerin », Rando Éditions, mars 2006,  (ISBN 2-84182-224-9)
- « Camino de Santiago St-Jean-Pied-de-Port - Santiago de Compostela », Michelin et Cie, Manufacture Française des Pneumatiques Michelin, Paris, 2009,  (ISBN 978-2-06-714805-5)
- « Le Chemin de Saint-Jacques Carte Routière », Junta de Castilla y León, Editorial